# Liggeren

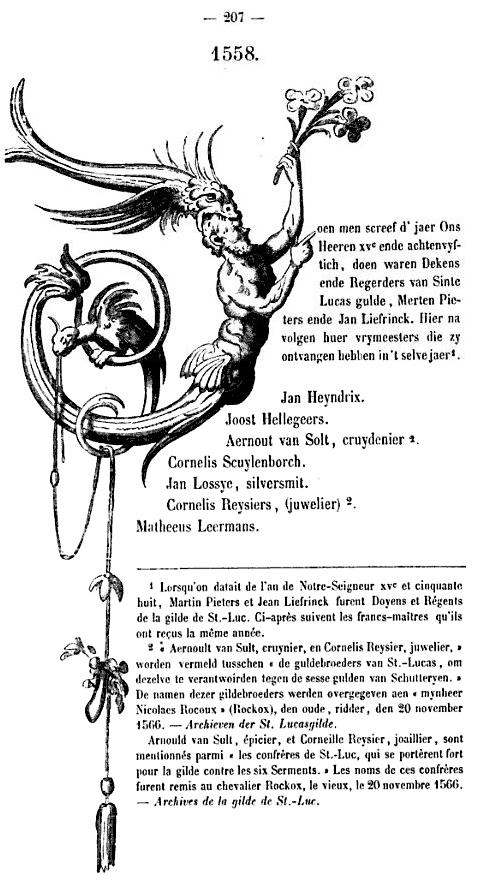
Pagina van het jaar 1558 uit de Liggeren.

De Liggeren is de naam die gebruikt wordt voor de archieven van het Antwerpse Sint-Lucasgilde.
Deze voor de studie van de kunstgeschiedenis uitermate belangrijke archieven werden “afgeschreven en bewerkt” door Ph. Rombouts en Th. Van Lerius onder de titel: De Liggeren en andere historische archieven der Antwerpsche Sint Lucasgilde onder zinspreuk: "Wt ionsten versaemt". Het werk werd uitgegeven in het Nederlands en het Frans, door Feliciaen Baggerman, opvolger van J. De Koninck aan de "Kaesrui" 12 te Antwerpen. Het werk werd gedrukt bij J.E. Buschmann tussen 1872 en 1876. In 1961 verscheen een anastatische herdruk te Amsterdam.
Het Sint-Lucasgilde werd opgericht in 1382, maar van de periode van 1382 tot 1453 zijn geen gegevens bekend. Met het noteren van  de inschrijvingen van meesters en leerlingen in de Liggere werd pas in 1453 begonnen.
Deel I bevat de Liggeren van 1453 tot 1615 en uittreksels van de oudste bewaarde rekeningen (1610-1615) die verband hielden met de inschrijvingen en doodschulden. Volgens het voorwoord bij deel I waren de Liggeren van 1616 tot 1629 verloren gegaan, maar voor deze periode zijn de “rekeningen van ontvangsten” in het werk opgenomen. Ook de oudste bewaarde rekeningen van de periodes 1585-1586 en 1588-1589 werden in het werk opgenomen. Voor de jaren 1541, 1548, 1562-1563, 1565-1566 en 1578 waren volgens de redacteurs nauwelijks gegevens voorhanden.
Het tweede deel bevat gegevens uit de Liggeren van 1629 tot 1729, de inschrijvingen van 1749 tot 1794, en de rekeningen van 1629 tot 1736.  Het gilde werd in 1794 tijdens het Franse bewind ontbonden.

## Online
- De liggeren en andere historische archieven der Antwerpsche Sint Lucasgilde, vol. 1: https://books.google.be/books?id=IJIUEra1xpgC
- De liggeren en andere historische archieven der Antwerpsche Sint Lucasgilde, vol. 2: https://books.google.be/books?id=vInGUQ73P2wC